# Homún

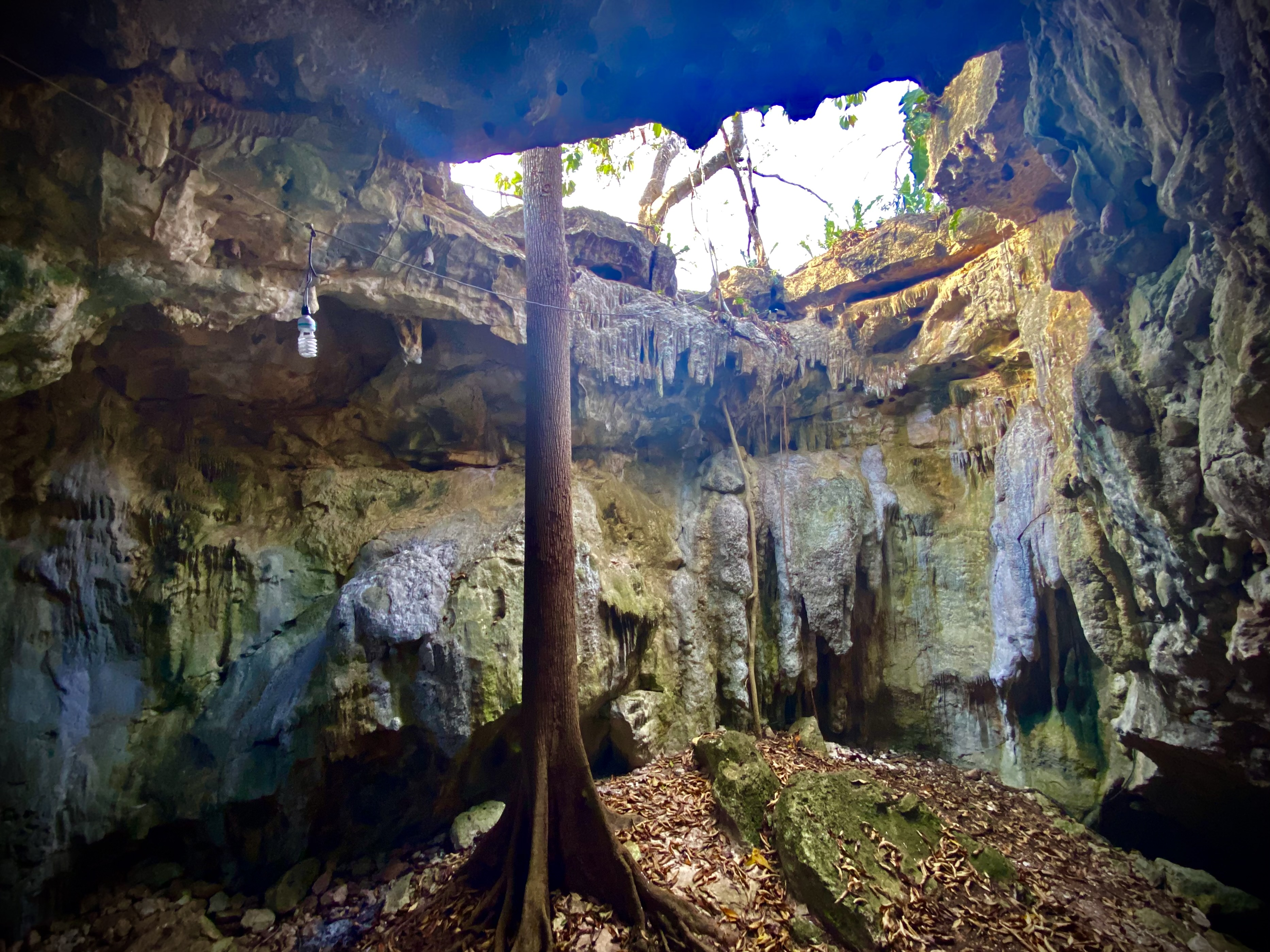
Homún – Cenote Pool Uinic

Homún ist eine Kleinstadt mit ca. 7000 Einwohnern im Zentrum des mexikanischen Bundesstaats Yucatán. Sie ist der Hauptort einer Gemeinde (municipio) mit insgesamt ca. 8000 Einwohnern.

## Lage und Klima
Homún liegt etwa 55 km (Fahrtstrecke) südöstlich von Mérida bzw. ca. 50 km südwestlich von Izamal. Das Klima ist meist trocken und warm; Regen (ca. 750 mm/Jahr) fällt überwiegend im Sommerhalbjahr.

## Bevölkerung
| Jahr      | 2000 | 2010 | 2020 |
| Einwohner | 5104 | 6146 | 6810 |

## Wirtschaft
Die Stadt war lange Zeit ein Zentrum des Sisal-Agaven-Anbaus. Die Landwirtschaft, vor allem der Anbau von Mais und Bohnen, spielt die Hauptrolle im Wirtschaftsleben der Gemeinde.

## Geschichte
Die Ursprünge der Stadt liegen im Dunkeln; die Existenz einer kleinen Maya-Siedlung ist jedoch wahrscheinlich. Nach dem Ende Mayapáns (ca. 1460) und noch kurze Zeit nach der Eroberung Yucatáns durch die Spanier unter Francisco de Montejo (1441–1461) existierte das Maya-Fürstentum Hocabá-Homún. Eine Missionsstation des Franziskanerordens entstand noch im 16. Jahrhundert.

## Sehenswürdigkeiten
- Die aus Bruchsteinen errichtete, aber wohl von Beginn an verputzte einschiffige ehemalige Klosterkirche San Buenaventura ist das Wahrzeichen der Stadt.
- An ihrer Seite befindet sich eine „Offene Kapelle“ (capilla abierta).
- In und bei der Stadt gibt es mehrere Cenotes, in denen zumeist auch geschwommen werden kann.[2]